# Avigliano
Avigliano é uma comuna italiana da região da Basilicata, província de Potenza, com cerca de 12.021 habitantes. Estende-se por uma área de 84 km², tendo uma densidade populacional de 143 hab/km². Faz fronteira com Atella, Bella, Filiano, Forenza, Pietragalla, Potenza, Ruoti.

## Demografia
| Variação demográfica do município entre 1861 e 2011                               |
|                                                                                   |
| Fonte: Istituto Nazionale di Statistica (ISTAT) - Elaboração gráfica da Wikipedia |